# Педриньяс
Педриньяс (порт. Pedrinhas) — муниципалитет в Бразилии, входит в штат Сержипи. Составная часть мезорегиона Восток штата Сержипи. Входит в экономико-статистический микрорегион Бокин.